# NGC 4036
NGC 4036 (również PGC 37930 lub UGC 7005) – galaktyka soczewkowata (SA0/a), znajdująca się w gwiazdozbiorze Wielkiej Niedźwiedzicy. Odkrył ją William Herschel 19 marca 1790 roku. Jest to galaktyka z aktywnym jądrem typu LINER.
W galaktyce tej zaobserwowano supernową SN 2007gi.